# Dracaena mokoko
Espèce
Dracaena mokoko Mwachala & Cheek est une espèce de plantes du genre Dracaena, de la famille des Asparagaceae,, endémique du Cameroun. C'est une herbe ou un arbrisseau d’environ 0,5 à 2 m de haut.

## Étymologie
Son épithète spécifique mokoko fait référence à la réserve forestière de la rivière Mokoko située sur les contreforts occidentaux du mont Cameroun.